# Marcus Crandell
(en) Statistiques sur statscrew
Marcus Crandell (né le 1er juin 1974 à Charlotte) est un joueur et entraineur américain de football canadien et de football américain. Il est, en ce moment, l'entraîneur de l'offensive des Huskies de l'Université de la Saskatchewan, qui évoluent en U Sports.

## Carrière

### Universitaire
Crandell fait ses études à l'université de Caroline-Est, et joue avec les East Carolina Pirates. En 1995, il permet à son équipe de remporter le Liberty Bowl de cette même année, avec une victoire 19-13. Il bat plus de trente records de l'université et est un candidat pour le Johnny Unitas Golden Arm Award qu'il ne remporte pas.

### Professionnelle

#### Joueur
Le 6 mai 1997, Crandell signe avec les Eskimos d'Edmonton, jouant dans la Ligue canadienne de football avec qui il fait trente-cinq matchs. Il est libéré par la franchise le 16 février 2000. Il fait un détour chez les Scottish Claymores, jouant en NFL Europa avant de s'inscrire pour le draft de la XFL, nouvelle fédération de football américain, en 2001, où il est choisi au premier tour, au troisième choix. Il est choisi au premier tour par les Maniax de Memphis et fait une saison dans cette fédération qui ferme ses portes après la première saison. Crandell se retrouve agent libre
Le 31 mai 2001, il signe un contrat avec les Stampeders de Calgaryavec qui il remporte la Coupe Grey et est nommé MVP du match. Il reste jusqu'en 2004 avec les Stampeders avant de se diriger chez les Roughriders de la Saskatchewan avec qui il fait quatre saisons avant de prendre sa retraite.

#### Entraineur
La saison suivant son départ à la retraite, il signe le 7 juillet 2009 comme entraineur offensif adjoint avec les Roughriders et reste deux saisons à ce poste. Il quitte l'équipe après la saison 2010 et accepte un poste de coordinateur offensif chez les Eskimos d'Edmonton, équipe avec qui il a commencé sa carrière.

## Trophées et honneurs
- Joueur par excellence du match de la coupe Grey: 2001[1]